# Anticoma litoris
Anticoma litoris är en rundmaskart som beskrevs av Benjamin G. Chitwood 1936. Anticoma litoris ingår i släktet Anticoma och familjen Anticomidae. Inga underarter finns listade i Catalogue of Life.